# Tom Gehrels
Pour les articles homonymes, voir Gehrels.
Tom Gehrels, né le 21 février 1925 à Haarlemmermeer et mort le 11 juillet 2011 à Tucson, est un astronome néerlando-américain.

## Histoire
Il contribue au montage du programme Spacewatch consacré à la recherche d'astéroïdes géocroiseurs.
Il a découvert un nombre important de comètes, dont les comètes périodiques 64P/Swift-Gehrels avec Lewis Swift, 78P/Gehrels, 82P/Gehrels et 90P/Gehrels.
D'après le Centre des planètes mineures, il a découvert 4 660 astéroïdes numérotés entre 1960 et 1977, dont les astéroïdes Apollo (1864) Dédale et (5011) Ptah, l'astéroïde Amor (4587) Rees, ainsi que des douzaines d'astéroïdes troyens.
La plupart de ses découvertes d'astéroïdes (4641 sur 4660) furent faites conjointement avec le couple Cornelis Johannes van Houten et Ingrid van Houten-Groeneveld. Dans le cadre du Relevé Palomar-Leyde, il fit un balayage du ciel à l'aide du télescope de Schmidt de 48 pouces de l'observatoire Palomar. Il expédia par la suite les plaques aux deux astronomes néerlandais à l'observatoire de Leyde, qui les analysèrent pour trouver de nouveaux astéroïdes. Le trio est crédité conjointement de plusieurs milliers de découvertes. Il publie des articles dans l'Astronomical Journal.
Durant la Seconde Guerre mondiale Gehrels faisait partie de la résistance néerlandaise et il a interviewé des prisonniers politiques survivants qui étaient forcés à fabriquer des fusées V1 et V2 sous la supervision de Wernher von Braun. Il affirme que von Braun portait une plus grande responsabilité et culpabilité dans le mauvais traitement des prisonniers que ne le laissait paraître sa biographie officielle aseptisée.
Il meurt le 11 juillet 2011 à 86 ans. L'astéroïde (1777) Gehrels a été nommé en son honneur. Il est le père de l'astrophysicien Neil Gehrels.

## Livres
- (en) Tom Gehrels, On the Glassy Sea : An Astronomer's Journey', New York, Amer Inst of Physics, 1990, 340 p. (ISBN 0-88318-598-9)
- Tom Gehrels, Mildred Shapley Matthews, A. M. Schumann, Hazards due to Comets and Asteroids, University of Arizona Press, 1994, 1300 p. (ISBN 978-0-8165-1505-9, lire en ligne)